# Renée Schuurman
Renée Schuurman Haygarth, južnoafriška tenisačica, * 26. oktober 1939, Durban, Južna Afrika, † 30. maj 2001, Howick, Južna Afrika.
V posamični konkurenci je največji uspeh dosegla leta 1959, ko se je uvrstila v finale turnirja za Prvenstvo Avstralije, kjer jo je v dveh nizih premagala Mary Carter Reitano. Na turnirjih za Amatersko prvenstvo Francije se je najdlje uvrstila v polfinale leta 1962, kot tudi na turnirjih za Prvenstvo Anglije leta 1961, na turnirjih za Nacionalno prvenstvo ZDA pa v tretji krog leta 1962. V konkurenci ženskih dvojic je štirikrat osvojila turnir za Amatersko prvenstvo Francije in enkrat za Prvenstvo Avstralije, na turnirjih za Prvenstvo Anglije pa se je dvakrat uvrstila v finale, šest od sedmih uvrstitev v finale je dosegla skupaj z rojakinjo Sandro Reynolds. V konkurenci mešanih dvojic je skupaj z Robertom Howejem leta 1962 osvojila turnir za Amatersko prvenstvo Francije, leta 1959 se je skupaj z Rodom Laverjem uvrstila v finale turnirjev za Prvenstvo Avstralije in Amatersko prvenstvo Francije.

## Finali Grand Slamov

### Posamično (1)

#### Porazi (1)
| Leto | Turnir               | Nasprotnica v finalu | Rezultat finala |
| 1959 | Prvenstvo Avstralije | Mary Carter Reitano  | 2–6, 3–6        |

### Ženske dvojice (7)

#### Zmage (5)
| Leto | Turnir                           | Partnerica       | Nasprotnici v finalu                          | Rezultat finala |
| 1959 | Prvenstvo Avstralije             | Sandra Reynolds  | Lorraine Coghlan Robinson Mary Carter Reitano | 7–5, 6–4        |
| 1959 | Amatersko prvenstvo Francije     | Sandra Reynolds  | Yola Ramírez Rosie Darmon                     | 2–6, 6–0, 6–1   |
| 1961 | Amatersko prvenstvo Francije (2) | Sandra Reynolds  | Maria Bueno Darlene Hard                      | b.b.            |
| 1962 | Amatersko prvenstvo Francije (3) | Sandra Reynolds  | Justina Bricka Margaret Court                 | 6–4, 6–4        |
| 1963 | Amatersko prvenstvo Francije (4) | Ann Haydon-Jones | Robyn Ebbern Margaret Court                   | 7–5, 6–4        |

#### Porazi (2)
| Leto | Turnir                | Partnerica      | Nasprotnici v finalu             | Rezultat finala |
| 1960 | Prvenstvo Anglije     | Sandra Reynolds | Maria Bueno Darlene Hard         | 4–6, 0–6        |
| 1962 | Prvenstvo Anglije (2) | Sandra Reynolds | Billie Jean Moffitt Karen Susman | 7–5, 3–6, 5–7   |

### Mešane dvojice (3)

#### Zmage (1)
| Leto | Turnir                       | Partner     | Nasprotnika v finalu             | Rezultat finala |
| 1962 | Amatersko prvenstvo Francije | Robert Howe | Lesley Turner Bowrey Fred Stolle | 3–6, 6–4, 6–4   |

#### Porazi (2)
| Leto | Turnir                       | Partner   | Nasprotnika v finalu      | Rezultat finala |
| 1959 | Prvenstvo Avstralije         | Rod Laver | Sandra Reynolds Bob Mark  | 6–4, 11–13, 1–6 |
| 1959 | Amatersko prvenstvo Francije | Rod Laver | Billy Knight Yola Ramírez | 4–6, 4–6        |